# Praon thalictri
Praon thalictri är en stekelart som beskrevs av Jaroslav Stary 1985. Praon thalictri ingår i släktet Praon och familjen bracksteklar. Inga underarter finns listade i Catalogue of Life.